# سيمون البسيط
سيمون البسيط هو فيلم من نوع دراما وكوميديا أُصدر في 2010. الفيلم من توزيع سف ستوديوز ‏، وهو من إخراج Andreas Öhman ‏، أما السيناريو فكان من كتابة Andreas Öhman ‏ وجوناثان سيوبيرج ‏.

## القصة
قصة الفيلم الرئيسية حول متلازمة أسبرجر.

## طاقم التمثيل
- جوناثان سيوبيرج  [لغات أخرى]‏
- سيسيليا فورس [الإنجليزية]‏
- صوفي هاميلتون  [لغات أخرى]‏
- Lotta Tejle [الإنجليزية]‏
- Susanne Thorson [الإنجليزية]‏
- في اندرسون [الإنجليزية]‏
- Kristoffer Berglund  [لغات أخرى]‏
- Mats Qviström  [لغات أخرى]‏
- مارتن فالستروم
- Andreas Öhman  [لغات أخرى]‏
- بيل سكارسغارد

## وصلات خارجية
- سيمون البسيط على موقع IMDb (الإنجليزية)
- سيمون البسيط على موقع نتفليكس (الإنجليزية)
- سيمون البسيط على موقع ألو سيني (الفرنسية)
- سيمون البسيط على موقع Turner Classic Movies (الإنجليزية)
- سيمون البسيط على موقع أول موفي (الإنجليزية)
- سيمون البسيط على موقع فيلمافينيتي (الإسبانية)
- سيمون البسيط على موقع قاعدة بيانات الأفلام السويدية (السويدية)
- سيمون البسيط على موقع قاعدة بيانات الفيلم (الإنجليزية)
- سيمون البسيط على موقع ليتربوكسد (الإنجليزية)
- سيمون البسيط على موقع كينوبويسك (الروسية)